# Rawson William Rawson
Sir Rawson William Rawson (* 8. September 1812 in London; † 20. November 1899 ebenda) war ein britischer Kolonial-Verwaltungsbeamter und Botaniker. Sein offizielles botanisches Autorenkürzel lautet „Rawson“.

## Leben
Rawson besuchte das Eton College und war danach Privatsekretär mehrerer Vizepräsidenten am Board of Trade, zuletzt von William Ewart Gladstone. 1842 wurde er Sekretär des Generalgouverneurs von Kanada und zwei Jahre später ging er als Schatzmeister in den Kolonialdienst nach Mauritius. 1854 wurde er Kolonialsekretär in der Kapprovinz, was er bis 1864 blieb. In Kapstadt war er an der Gründung des South African Museum beteiligt, unterstützte den Übergang der Regierungsgewalt an das lokale gewählte Parlament und betätigte sich als Botaniker.
1864 wurde er Gouverneur der Bahamas und ab 1869 der Windward Islands. 1875 ging er in den Ruhestand.
Er war von 1884 bis 1886 als Nachfolger von Robert Giffen Präsident der Statistical Society, der er seit 1835 angehörte, und gab von 1837 bis 1842 deren Zeitschrift heraus. 1876 wurde er Mitglied von deren Rat. Außerdem war er Gründungspräsident des International Statistical Institute. Außerdem war er Vizepräsident der Royal Geographical Society.
Rawson wurde 1857 Companion des Order of the Bath (CB) und 1875 als Knight Commander des Order of St. Michael and St. George (KCMG) geadelt.
Er war seit 1849 mit Mary-Anne Ward verheiratet und hatte acht Kinder.

## Schriften
- mit Karl Wilhelm Ludwig Pappe: Synopsis filicum Africae Australis, or, An enumeration of the South African ferns hitherto known 1858